# Johann Friedrich Braunstein
Johann Friedrich Braunstein (en russe : Иоганн Фридрих Браунштейн) était un architecte germano-russe au service du tsar Pierre Ier, qui représentait le baroque pétriniste,.

## Biographie
Braunstein était originaire de Nuremberg et travaillait à Berlin en tant qu'assistant d’Andreas Schlüter.
Après la mort de Frédéric Ier, Schlüter se rendit avec Braunstein à Saint-Pétersbourg à l'invitation de Pierre Ier. Là-bas, Braunstein participa à la réalisation des bas-reliefs de la façade du palais d'été dans le jardin d'été.
Après la mort de Schlüter au printemps de l'année 1714, Braunstein reprit le poste de ce dernier et devint responsable de l'ensemble des activités de construction à Peterhof. Celles-ci comprenaient la gestion de la construction de divers bâtiments, à partir desquels le Grand Palais et le pavillon Mon Plaisir (1714-1723) ont été érigés. En 1716, Jean-Baptiste Alexandre Le Blond devint le supérieur de Braunstein. Un an plus tard, Braunstein construisit le premier Palais Catherine sur le domaine de Catherine II, qui fut par la suite remplacé par le Grand Palais de Catherine. Après la mort de Jean-Baptiste en 1719, Braunstein continua à travailler seul. Au début des années 1720, il se mit à la disposition de Nicola Michetti. En 1722, Braunstein essaya en vain d'éliminer Michetti. Il a construit la Grande Grotte et les cascades qui composaient la Grande Cascade, avant de gérer d'autres projets similaires, dont des fontaines. Il a construit le Palais Marly (1720-1723), qui commémore le séjour de Pierre en 1717 au château de Marly-le-Roi, et le pavillon de l'Ermitage (1721-1724). Il a également réalisé La Grande Orangerie (1722-1725), qu'il a construite avec Mikhaïl Zemtsov.
Braunstein a joué un rôle important dans la construction de Kronstadt. Il y construit le palais italien (1720-1724) pour le prince Alexandre Danilovitch Menchikov. Il a également travaillé à Oranienbaum au Grand Palais de Menchikov, à Strelna et au Grand Palais de Tsarskoïe Selo.
Après la mort de Pierre Ier en 1725, Braunstein perd sa place à Peterhof. Il travailla ensuite dans l'entreprise de Saint-Pétersbourg. Après l’accession au pouvoir de Pierre II en 1727, Braunstein est libéré de ses fonctions en janvier 1728. En février 1728, il rentre en Allemagne.

## Œuvres

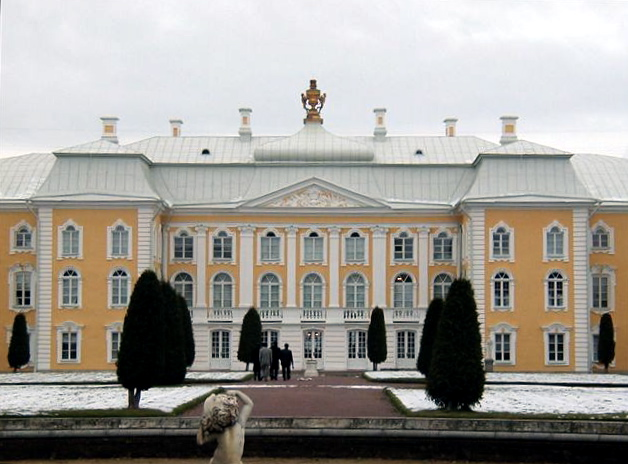
Grand Palais, Peterhof
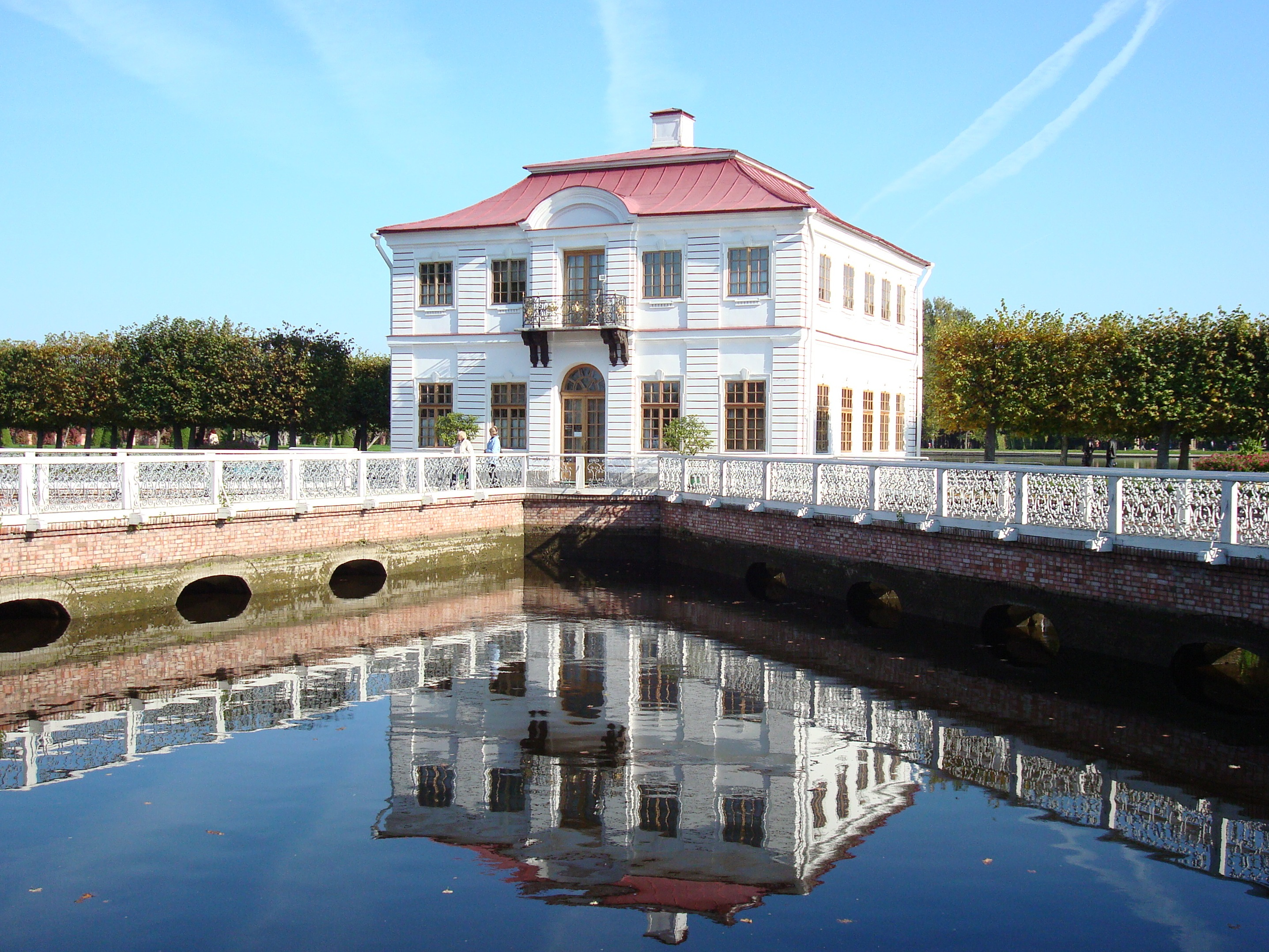
Palais Marly, Peterhof
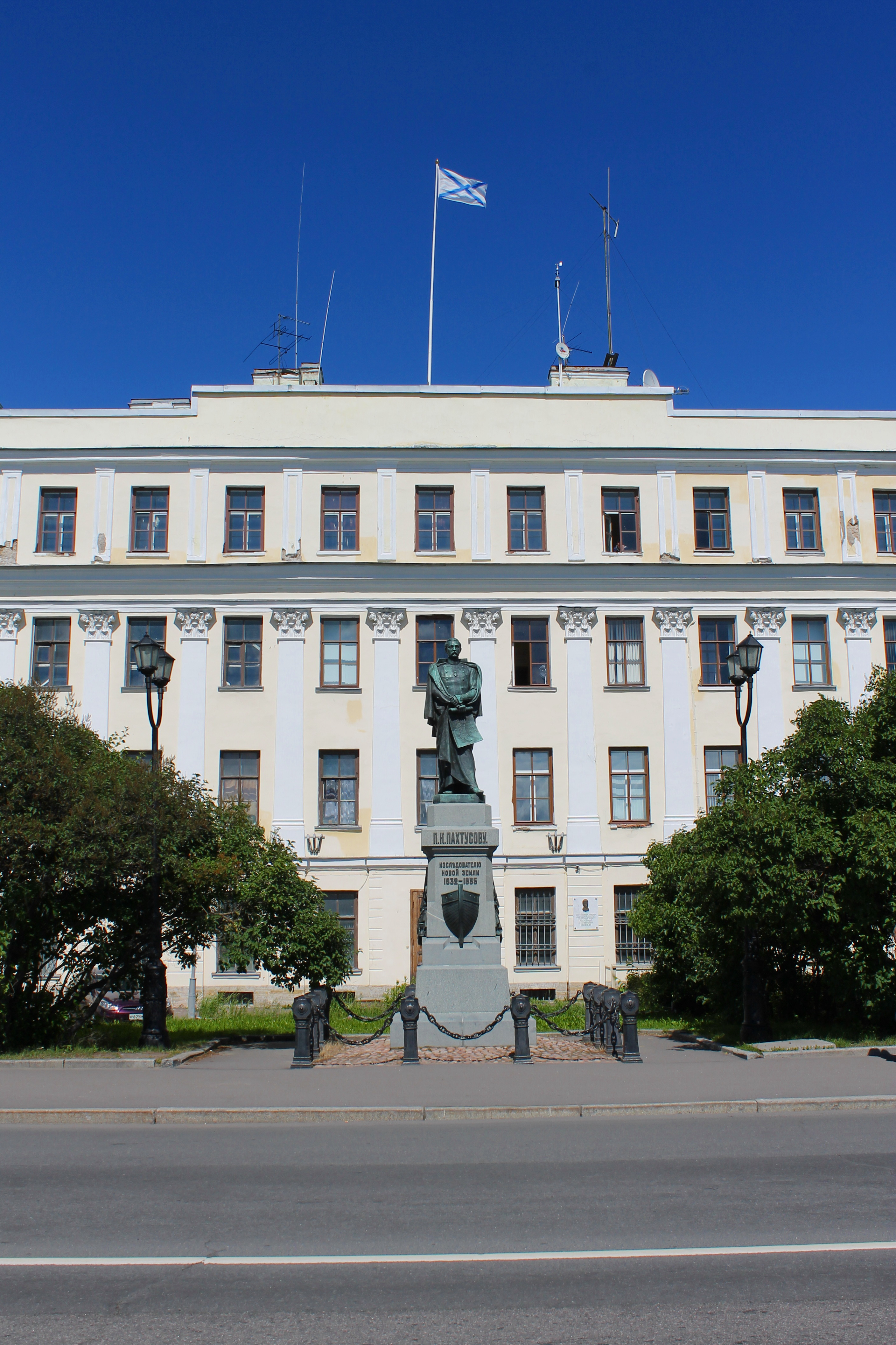
Palais italien, Kronstadt
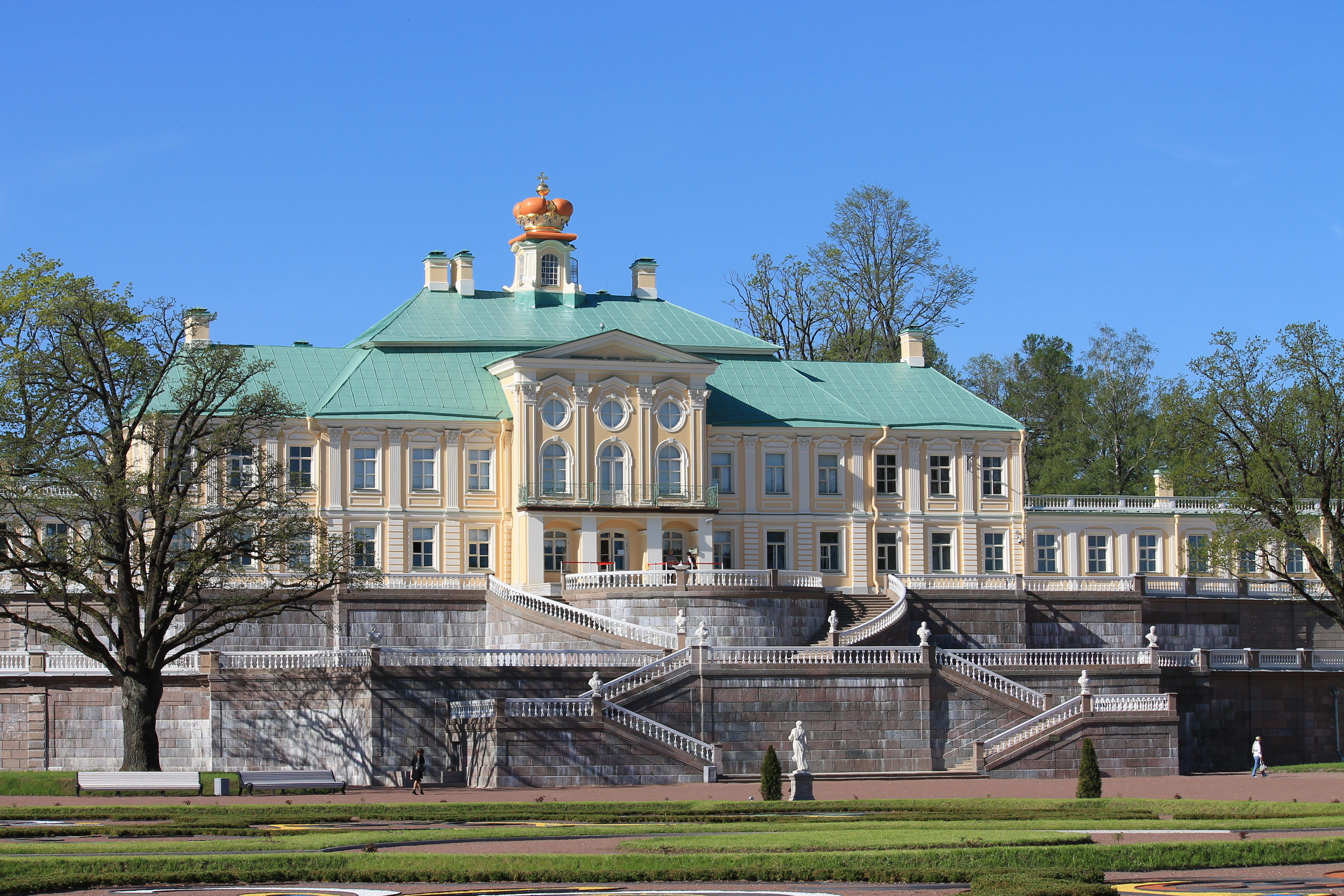
Le grand palais de Menchikov, Oranienbaum
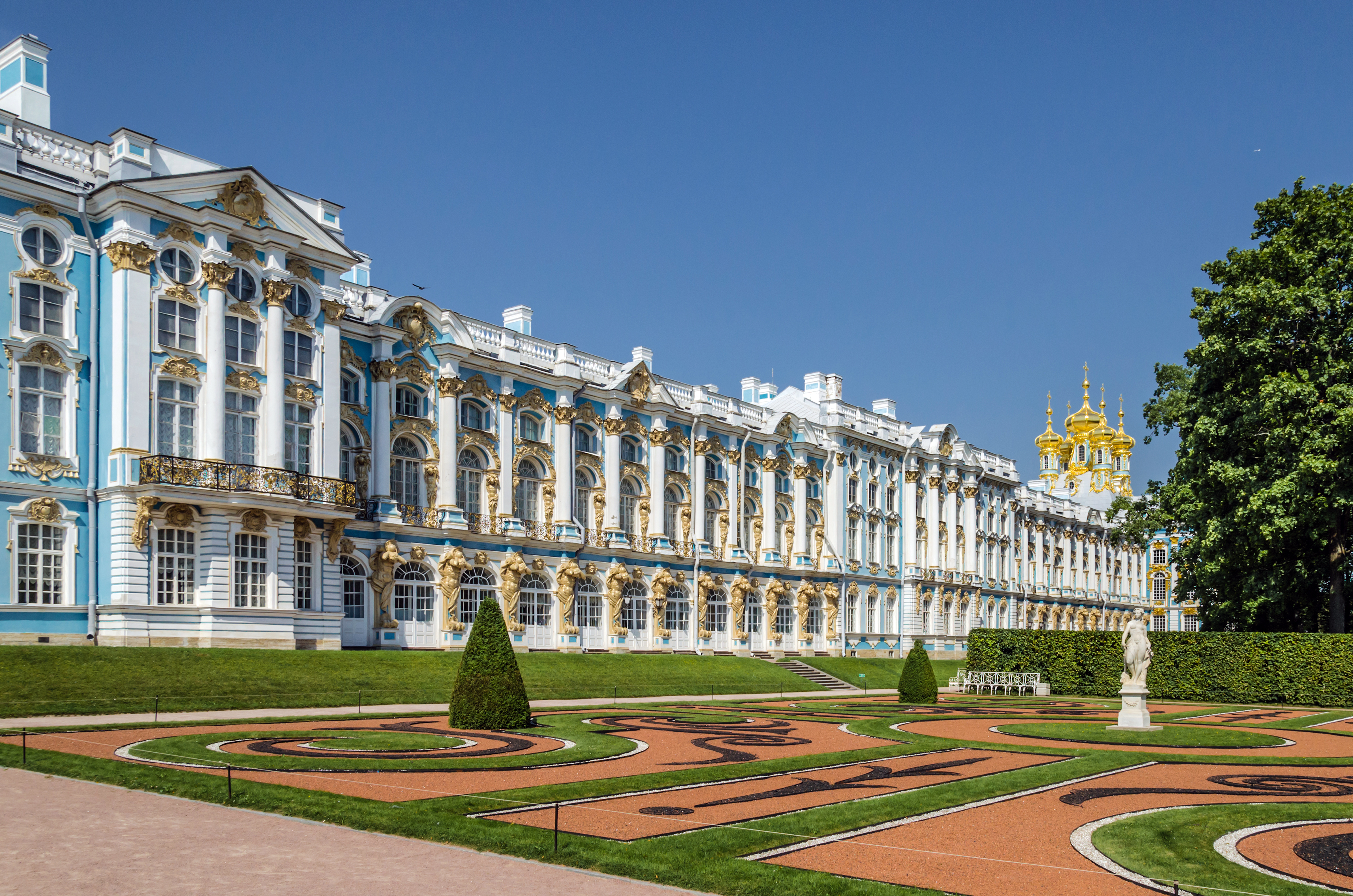
Grand Palais de Catherine, Tsarskoïe Selo